# Hårpiska

Gustav III:s revolutionsring från 1772.

Hårpiska var ett på 1700-talet bland männen gängse mode att bära nackhåret, vilket man lät växa långt och, omvirat med ett brett svart band, hänga ned på ryggen.

Teckning på pojke, 1700-talets sista hälft.

Hårpiskan infördes 1713 av den preussiske kungen Fredrik Vilhelm I. Han påbjöd den även i sin armé (stångpiska); därifrån upptogs den av alla europeiska härar. Stångpiskan började försvinna på 1780-talet.
Under Qingdynastin var manliga kineser tvungna att bära en lång, hårt snodd hårpiska. Policyn infördes efter dynastins uppkomst 1644 och efter manchurisk förebild. Hankineser som vägrade fick, efter en nationell frist om tio dagar, huvudet avhugget om de blev påkomna offentligt med håret fritt utsläppt och inte rakat i pannan, även om religiösa undantag gavs för bland andra daoister och buddhister inom munkväsende som hade religiösa mandat att antingen raka håret helt eller hålla det uppknutet. En slogan som påstås ha reciterats löd: 留髮不留頭，留頭不留髮, eller bokstavligt Klipp håret (och) slipp klippa huvudet, (eller) klipp huvudet (och) slipp klippa håret. Genomförandet av mandatet blev en stötesten i relationen med majoritetsbefolkningen och bidrog till ett flertal blodiga uppror under dess implementering, som tog flera år, vilket upprepades sedan dynastin försvagats, bland annat i Taipingupproret (vars krigare av och till kallades 長毛, "de långhåriga"). Politiken infördes senare även på Taiwan och blev ett uttryck för Qings och manchurernas förtryck av hankineser och den kinesiska kulturen, och dess påtvingande mattades av drastiskt mot slutet av dynastin. Hårpiskan blev omodern mer eller mindre över natten efter kinesiska revolutionen 1911.

## Källa
Den här artikeln är helt eller delvis baserad på material från Nordisk familjebok, Hårpiska, 1904–1926.